# Q-ugljik
Q-ugljik je alotropska modifikacija ugljika. Otkriven je 2015. godine. Prema prvim informacijama tvrđi je od dijamanta, feromagnetičan, električki vodljiv i svijetli kada ga se izloži manjoj količini energije.
Istraživači su pomoću vremenski kontroliranih laserskih pulseva (od 200 nanosekundi) zagrijavši ga na 3,700 °C (4,000 K ; 6,700 °F) otopili ugljik, zaobilazeći na taj način termodinamička ograničenja.
Rezultirajuća otopina je zatim naglo ohlađena (zbog toga prefiks "Q" - "Quenched") što, općenito rečeno, omogućuje pretvaranje ugljika u Q-ugljik i dijamant.
Prema tvrdnjama, istraživačima je trebalo samo 15 minuta da proizvedu jedan karat Q-ugljika. Također je značajna i činjenica da se dijamanti, koji su nusprozvod uz Q-ugljik, na ovaj način mogu dobivati pri atmosferskom tlaku i vjerojatno na jeftin i brz način što je do sada bilo nemoguće.
Budući da je otkriven nedavno još se ne može predvidjeti gdje će se sve Q-ugljik upotrebljavati, spominju se npr. svjetlovodni uređaji, strojna obrada, bušenje u dubokom moru, biomedicinski senzori.